# مخ
مُخ بزرگ‌ترین بخش مغز است که وزن مجموع دو نیمکرهٔ آن در انسان به ۱۵۰۰ گرم می‌رسد و توانایی ادراک، یادسپاری، یادگیری، و عملکرد هوشمندانه را دارد.
لایه‌ای چین‌خورده با برآمدگی‌ها و شیارهای بسیار در بخش خارجی مخ وجود دارد که قشر مخ نامیده می‌شود.
معمولاً نیمکرهٔ چپ مخ اطلاعات حسی را از سمت راست بدن دریافت و حرکات آن بخش را کنترل می‌کند و برعکس نیم‌کرهٔ راست، اطلاعات حسی را از سمت چپ بدن دریافت و حرکات آن بخش را کنترل می‌کند.
شیاری عمیق و طولانی در وسط مخ قرار دارد که آن را به دو نیم‌کرهٔ چپ و راست تقسیم می‌کند. نیم‌کره‌های مخ توسط جسم پینه‌ای که دسته‌ای از تارهای عصبی هستند به یکدیگر مرتبط می‌شوند.
بخش مرکزی مخ شامل غدد مغزی اصلی می‌باشد که در پردازش داده‌ها، کنترل سیستم هورمونی، به یاد سپاری، احساسات و عواطف و تقویت سیگنال‌های عصبی نقش مهمی ایفا می‌کنند که شامل غدد اپی فیز، لیمبیک، هیپوتالاموس، تالاموس و… می‌باشد.
قسمت زیرین مخ محل اتصال بصل النخاع به مخ می‌باشد. همچنین از این قسمت دوازده جفت عصب مغزی خارج می‌شود که فعالیت‌های حیاتی ارگان‌های مختلف بدن به وسیلهٔ این قسمت توسط مغز کنترل می‌شود.
مخ بخش سنگینی از مغز را دارد و می‌تواند تمام کارهارا ذخیره کند اما سؤال اینجاست که چگونه تقویت می‌شود
بازی‌ها:
شطرنج
تست هوش ریاضی
معما
جدول
سوالات چهار جوابی
و…
غذاها:
تخم مرغ
هویج
شیر
گردو
کشمش
مویز
و…

## لوب‌های مخ
شیارهای عمیق دیگری نیم‌کره‌های مخ را به چهار ناحیه یا لوب تقسیم کرده‌است:
- لوب پس‌سری
- لوب آهیانه‌ای
- لوب گیجگاهی
- لوب پیشانی

هر کدام از این نواحی پردازش بخشی از اطلاعاتی که از اندام‌های حسی می‌آیند را برعهده دارند؛ مثلاً اطلاعات بینایی در لوب پس سری (که در عقب جمجمه است) و اطلاعات شنوایی در لوب گیج‌گاهی پردازش می‌شوند.